# Judith – Das Schwert der Rache
Judith – Das Schwert der Rache (Originaltitel: Giuditta e Oloferne) ist eine italienisch-französische Gemeinschaftsproduktion von Fernando Cerchio aus dem Jahr 1959. Der Film erzählt äußerst frei die Geschichte aus dem apokryphen Buch Judith.

## Handlung
Ungefähr 600 Jahre vor Christus versuchen assyrische Truppen, unter ihrem Heerführer Holofernes, auf Geheiß Nebukadnezars die Welt zu erobern. Holofernes Krieger verwüsten friedliche Länder, zerstören ganze Reiche und unterstellen die eroberten Gebiete der grausamen assyrischen Herrschaft. Nach einem kurzen Ultimatum marschiert das überlegene Heer des Holofernes auch in der kleinen israelitischen Stadt Betulia ein. Die fremde Besatzung verbietet den Einwohnern die Anbetung des einzig wahren Gottes. Askur, eine Gottheit der Assyrer, sollen sie in Zukunft verehren. Doch viele der Israeliten wollen von ihrer Religion nicht ablassen und sie verweigern sich. Es kommt zu einem Attentat auf Holofernes, der diesem nur knapp entgeht. Holofernes stellt ein Ultimatum. Die Attentäter sollen ausgeliefert werden, ansonsten wird die gesamte Bevölkerung für die Attentäter büßen müssen.
Die schöne Judith, deren Brüder für das Attentat verantwortlich sind, will das Unheil von ihren Brüdern fernhalten und Holofernes für die Brutalität der assyrischen Besatzung zur Verantwortung ziehen. Sie sucht Holofernes in dessen Residenz auf, wobei bei ihr ein Dolch sichergestellt wird. Judith erklärt, sie wolle Holofernes Sklavin sein. Holofernes ahnt, dass Judith ihn in Wahrheit ermorden will, fürchtet die liebreizende junge Frau aber nicht. Als Judith sich ihm freizügig mit einem Bauchtanz präsentiert, beginnt sich Holofernes für sie zu interessieren und er lässt sie in seine Gemächer bringen. Er konfrontiert sie damit, dass sie ihn ursprünglich bei ihrem Tanz ermorden wollte, wenn sie zu diesem Zeitpunkt den Dolch noch gehabt hätte. Er überreicht ihn ihr, doch Judith bringt es nicht fertig Holofernes zu erstechen. Sie erkennt, dass er noch eine andere Seite in sich hat, die sie anziehend findet. Holofernes bietet Judith an sie freizulassen, doch sie bleibt bei ihm und die beiden werden ein Liebespaar.
Die israelischen Einwohner der Stadt bereiten sich auf einen Aufstand vor. Als sich Holofernes, der für seine Soldaten einen Gott darstellt, einen Tag vor dem Ablauf des Ultimatums betrinkt, nimmt Judith sein Schwert und schlägt ihm damit den Kopf ab. Sie nimmt Holofernes Kopf und zeigt den Kopf den assyrischen Kriegern, die auf dem Platz vor der Residenz versammelt sind. Die Assyrer, ihres Gottes beraubt, flüchten aus der Stadt und verlassen das Land der Israeliten. Die aufständischen Israeliten stürmen hinter ihnen her. Judith aber, welche bedauert, dass sie ihren Geliebten Holofernes getötet hat, wird von den Einwohnern Betulias als Retterin gefeiert.

## Kritik
Das Lexikon des internationalen Films bemängelte: „Mit dem Alten Testament hat dieses Schaustück in primitiven Masken und Kulissen nur einige Namen gemeinsam.“Judith – Das Schwert der Rache im Lexikon des internationalen Films

## Hintergrund
Die französisch-italienische Gemeinschaftsproduktion wurde von der C.E.C. Paris, der Explorer Film Rom, der Faro Film sowie der VIC Film hergestellt. Den Verleih in der Bundesrepublik Deutschland übernahm die Constantin Film. Der Verleih in den USA wurde von Universal Pictures übernommen.
Seine Premiere hatte der Film am 26. Februar 1959 in Italien. Noch im selben Jahr fand eine Premiere in Frankreich statt. Es folgten Premieren in der Bundesrepublik Deutschland (1960), in den USA (1960) und in England (1963). Des Weiteren wurde der Film auch in Griechenland veröffentlicht.
Die deutsche DVD des Filmes erschien im Jahr 2003. Zuvor war der Film aber schon auf VHS erschienen.

## Ungenauigkeiten gegenüber der Buchvorlage
- Judith war gemäß dem apokryphen biblischen Text eine treue Witwe, die keinen Freund namens Gabriel hatte oder sich gar in Holofernes verliebte.
- In der Vorlage wird die Stadt von den Assyrern nicht erobert, sondern belagert.
- Osia kooperiert in der Vorlage nicht, wie im Film dargestellt, mit den Assyrern, wird auch nicht als Verräter, von den anderen Israeliten, getötet.
- Im Buch Judith ist von keinen Brüdern die Rede. So konnten diese auch kein Attentat verüben.
- In der Vorlage zeigt Judith den abgeschlagenen Kopf den Einwohnern von Betulia und nicht den assyrischen Soldaten. Die assyrischen Soldaten finden erst am nächsten Morgen den kopflosen Körper des Holofernes in dessen Zelt, sind dadurch erschüttert und fliehen dann auch bald darauf aus dem Land.

Der Film zeigt eine große Anzahl weiterer Ungenauigkeiten, welche durch Betrachtung des apokryphen Buches Judith schnell erkennbar sind.

## Medien
- DVD: Judith – Das Schwert der Rache – AVU
- VHS: Judith – Das Schwert der Rache – Magic Video